# فتاح نصیف
فتاح نصیف (انگلیسی: Fatah Nsaief؛ زادهٔ ۲ فوریهٔ ۱۹۵۱) یک بازیکن فوتبال اهل عراق است.
وی همچنین در تیم ملی فوتبال عراق بازی کرده است.